# Xã Poff, Quận Cleburne, Arkansas
Xã Poff (tiếng Anh: Poff Township) là một xã thuộc quận Cleburne, tiểu bang Arkansas, Hoa Kỳ. Năm 2010, dân số của xã này là 103 người.